# Dandara
Dandara (с англ. — «Дандара») — приключенческая видео-игра платформер и метроидвания, разработанная независимой студией бразильской студией Long Hat House. Её выход на платформы Android, iOS, Linux, macOS, Windows, Nintendo Switch, PlayStation 4 и Xbox One состоялся 6 февраля 2018 года.
Игрок управляет воительницей по имени Дандара, которая должна спасти родной мир «Соль» от тирании эльдарской армии. Героиня может прыгать по платформам и достигать заданной цели. Она должна обходить ловушки, а также сражаться с враждебными персонажами.
Изначально Dandara разрабатывалась как типичный платформер, но команда разработчиков решила связать тему игры с историей Бразилии, в частности чёрного рабства, однако впоследствии отказалась от этой идеи, решив создать вымышленный мир, впрочем, являющийся аллюзией на авторитарное правительство Бразилии.
Игра в целом получила смешанные отзывы со стороны игровых критиков, в основном обозревавших компьютерную или консольную версии Dandara; они похвалили игру за её сюжет, художественный стиль и музыкальное сопровождение, однако указали на слишком неудобное управление, явно предназначенное для мобильных устройств.

## Игровой процесс
Действие игры происходит в вымышленном мире «Соль», чьё благополучие находится под угрозой. Этот мир способнa спасти только Дандара, главная героиня и управляемый игроком персонаж.

Демонстрация прохождения уровня

Dandara представляет собой приключенческий платформер, где игрок управляет героиней Дандарой, которая не подчиняется законам гравитации, но может перемещаться только посредством прыжков на белой поверхности. Таким образом персонаж может прыгать по полу, стенам и потолкам, однако система передвижения по-прежнему ограничена, так как Дандара не может кроме прыжков перемещаться иным способом, кроме, как перепрыгнуть на другую платформу. Чтобы это сделать, игрок должен навести курсор на другую платформу в зоне досягаемости. При необходимости угол наклона камеры смещается, что облегчает ориентирование в меняющихся ракурсах. По мере прохождения, игра вводит новые механики, усложняющие прохождение уровней, например перемещающиеся платформы, шипы, ловушки, препятствия, позволяющие проходить через них только в одном направлении, и так далее. На многих уровнях встречаются враги, бросающие в сторону героини копья или огненные шары. В бою Дандара может стрелять с интервалом в одну секунду, таким образом, во время боя ей необходимо и атаковать и уклоняться.
Дандара также может стрелять энергией, чтобы уничтожить врагов и сражаться с боссами. В начале игры персонаж ограничен тремя жизнями, если она их потеряет, то весь прогресс теряется и игроку надо будет перепроходить уровни заново. По мере прохождения игрок обнаружит разбитые лагеря, которые также служат точками сохранения. Таким образом, после окончательной смерти игра возвращает героиню в последний найденный лагерь. При этом на месте смерти игрок встретит призрака Дандары, которую игрок может забрать, но не восстановить найденные предметы. Игрок также может улучшать способности персонажа, например усиливая её удары или же наделяя защитным щитом от ударов и большим количеством жизней.
Игрок также может пользоваться картой, которая поможет ему не заблудиться, показывает, где героиня уже побывала, и позволяет игроку вернуться обратно в исследованные области, чтобы собрать ключевые предметы и так далее.

## Разработка и выпуск
Разработкой игры занималась независимая бразильская студия Long Hat House, известная благодаря шутеру Magenta Arcade. В студию изначально входили программисты и дизайнеры Лукас Маттос и Жуан Брант, позже к ним присоединились ещё несколько дизайнеров, в том числе и Виктор Леао, придающий играм Long Hat House пиксельный-«ретро» вид, а также занимающийся организацией мероприятий, посвящённых инди-играм в Бразилии.
На разработку Dandara у создателей ушло около двух лет. Данная игра-метроидвания должна была стать самым крупным проектом студии Long Hat House. Вначале прототип копировал американские ретро-игры, а её героем был белый солдат. Однако разработчики решили адаптировать художественный стиль к реалиям своей страны: вся команда разработчиков родилась и выросла в бразильском городе Белу-Оризонти. В какой-то момент команда пришла к идее затронуть в игре тему рабства чернокожих бразильцев и главной героем сделать темнокожую женщину Дандару, созданную по образцу исторической и полулегендарной фигуры Дандары дос Пальмарес — воительницы страны беглых рабов Киломбу Палмарис и жены её вождя Зумби. Дандара сама когда-то сбежала из рабства и затем воевала за освобождение чернокожих рабов Бразилии. Позже команда решила отказаться от темы рабства, заметив, что эта тема может вызвать противоречивую реакцию как со стороны белых националистов, так и среди прогрессивных деятелей, так как команду разработчиков, в чей состав не входят чернокожие, могли обвинить в эксплуатации темы рабства в развлекательном продукте. В итоге Long Hat House решила связать сюжет с фантастическим миром, но в котором по-прежнему присутствует центральная тема борьбы за свободу. Разработчики отметили, что при создании вселенной вдохновлялись реальными событиями, происходящими в Бразилии. В частности, создателей сильно волнует тема нарушения прав человека в их родной стране, а также факт того, что почти никто не знает об этом за пределами Бразилии. Команда также оставила в игре множество отсылок к бразильской культуре, но достаточно косвенных. В частности, в игре есть отсылки к реальным регионам, народам Бразилии и даже названиям, связанным с бразильскими телепрограммами.
Так как Dandara стала для команды самым грандиозным проектом из всех созданных раннее, разработчикам пришлось обращаться за помощью к другой студии Stugan. В частности, команда нуждалась в поддержке при разработке таких сложных элементов, как дизайн уровней и интерфейса, и выразила благодарность другим независимым инди-разработчикам Бразилии, согласившимся помочь команде в доработке Dandara. Игра изначально разрабатывалась для использования на сенсорном дисплее мобильного устройства. Над портами игры для персональных компьютеров и игровых приставок работала сторонняя студия CoatSink. Для этого использовали движок Unity с плагином Rewired. Основная трудность при разработке портов была связана с пользовательским интерфейсом. Также в адаптации интерфейса помогла шведская студия Raw Furry.

### Анонс и выход
Впервые Dandara была представлена на BIG Festival, мероприятии, посвящённом инди-играм Латинской Америки, где она также боролась за звание «Лучшей игры Бразилии», но оставалась номинантом. Участие в разработке игры шведской студии Raw Fury привлекло внимание японской компании Nintendo, которая помогла адаптировать игру для игровой приставки Nintendo Switch и также взяла на себя расходы рекламной кампании.
Прототип Dandara был впервые представлен на мероприятии Game Dewelopers Conference в Сан-Франциско, в 2017 году. В этом же году Dandara была представлена на выставке Electronic Entertainment Expo 2017 в Лос-Анджелесе. Выход игры состоялся 6 февраля 2018 года одновременно на мобильных платформах Android, iOS, персональных компьютерах Linux, macOS, Windows и приставках Nintendo Switch, PlayStation 4, Xbox One.

## Музыка
Композитором музыкального сопровождения игры выступил Томмаз Кауфманн из Бразилии. В одном из интервью Кауфманн сказал, что при написании музыки вдохновлялся «идеей движения, лежащей в основе истории», и его музыка также должна была передать чувство надежды и печали. Он также заметил, что в школах Бразилии слишком мало уделяют внимания движению за освобождение чернокожих. Композитор сказал, что разработчики не объясняли ему, как должна была звучать музыкальная композиция, вместо этого они рассказали, чем вдохновлялись при создании игры и какие музыкальные альбомы они бы при возможности добавили в игру, в частности им нравились треки музыкальной группы Pink Floyd.
Вначале Кауфманн хотел создать музыку с использованием синтезатора, учитывая ретро-стиль игры. Раннее он уже написал таким образом музыку к игре Oniken, но вскоре пришёл к выводу, что добавление классических инструментов усиливало атмосферность саундтреков, в итоге Кауфманн решил совместить синтезатор с традиционными инструментами. Композитор также экспериментировал со звучанием классических инструментов, например намеренно понижая качество музыкальных дорожек со струнными инструментами, чтобы передать мелодиям более потустороннее звучание. Трудность при написании музыки была связана с тем, что Кауфманн должен был подобрать правильные инструменты, чтобы они соответствовали настроению игрового уровня и одновременно не отвлекали игрока. Некоторые мелодии в целом передают мягкую атмосферу, мелодичны, когда игра затрагивает тему творения, или же наполнены диссонансными звучаниями тяжёлой электронной музыки, когда отражают тему Эльдарской армии.
Выпуск альбома с саундтреком состоялся 6 февраля 2018 года. Обложку альбома нарисовала художница Луиса Алмейд.
| - 1. Dandara’s Purpose — 03:14 - 2. Gap Between Two Worlds — 00:40 - 3. A New Hope — 04:50 - 4. Their Pleas Echoed Through Time — 03:16 - 5. No More Singing Birds — 04:33 - 6. Once a Beautiful Horizon — 07:21 - 7. Remain in Oblivion — 02:31 - 8. Weight of a Doubt — 05:08 - 9. Mãe — 05:47 - 10. A Leap Towards Freedom — 03:12 | - 11. Crumbling Memories — 07:23 - 12. Eternal Sigh — 03:12 - 13. Lingering Question — 01:45 - 14. Hidden in Logic — 05:07 - 15. Hopefully a Nightmare — 06:55 - 16. Golden Menace — 04:05 - 17. Golden Fortress — 05:58 - 18. The Relentless Choir — 05:47 - 19. Stories of Freedom — 00:43 - 20. Dandara’s Legacy — 06:52 |

## Восприятие
| Сводный рейтинг    | Сводный рейтинг                          |
| Агрегатор          | Оценка                                   |
| ------------------ | ---------------------------------------- |
| Metacritic         | 70/100 (ПК) 72/100 (Switch) 81/100 (iOS) |
| Иноязычные издания |                                          |
| Издание            | Оценка                                   |
| Pocket Gamer UK    | [ 20 ]                                   |
| Hardcore Gamer     | [ 4 ]                                    |
| GameSpot           | 7/10                                     |
| PC Gamer           | [ 22 ]                                   |
| 148Apps            | [ 23 ]                                   |

Игра Dandara привлекла внимание международных СМИ. Она также была признана одной из десяти лучших игр года по версии журнала Time и первой бразильской игрой на этой позиции. Dandara также была номинирована на премию D.I.C.E., как портативная игра года.
Игра в целом получила смешанные оценки со стороны игровых критиков. Средняя оценка по версии агрегатора Metacritic варьировалась от 81 до 70 баллов из 100 возможных.
Часть критиков оставили восторженные оценки, многие из них обозревали мобильную версию игры. Например, критик сайта TouchArcade заметил, что Dandara вполне оправдывает звание премиальной игры, совмещая в себе качественный игровой процесс, стильную презентацию и просто чувство ностальгии. Рецензент AppAdvice также назвал Dandara великолепной игрой во всех аспектах, похвалив её за визуальный стиль, хорошее музыкальное сопровождение и интуитивно понятное управление, заметив также, что она достойна звания игры года. Рецензент сайта Pocket Gamer заметил, что игру обязательно стоит попробовать фанатам великолепно разработанных экшн-игр. Положительные оценки оставили и некоторые критики компьютерной и приставочной версий игры. Например, представитель сайта Hardcore Gamer заметил, что объединение стратегии, сражений и платформера требует больших усилий и почти само по себе является достижением. Критик сайта GameCrate заметил, что Dandara своим существованием доказывает, что уже, казалось бы, изжитый игровой жанр может быть по-прежнему оригинальным, меняя способ передвижения игрового персонажа, нарушая традицию метроидвании и предлагая новые типы головоломок и способы продвижения к заданной цели. Критики мобильной версии в целом также похвалили управление, указав на удобство управления движениями героини с помощью сенсорного экрана и пальцев.
Другая часть критиков, обозревавшая версию игры для персональных компьютеров, игровых приставок и Nintendo Switch, оставили в целом смешанные оценки, похвалив её художественный стиль, атмосферу, но и указав на её слишком сложное и неудобное управление. Рецензент сайта PC Gamer заметил, что Dandara как бы дразнит игрока, предлагая ему что-то новое и оригинальное, но сдерживая его невыносимо тяжёлым управлением. Критик сайта GameSpot заметил, что передвижения героини — именно то, что делает Dandara такой уникальной, является одновременно и её главным проклятьем. Игроку, по мнению критика, вероятно, так и не удастся освоить управление персонажем. Игра в итоге теряет свой потенциал. Рецензент Videochums при обзоре версии для Nintendo Switch отдельно указал на слишком короткую продолжительность игры, что может разочаровать некоторых игроков. Представитель сайта Hooked Gamers указал на то, что Dandara в целом получилась неплохой, однако она определённо не предназначена для того, чтобы в неё играли на компьютере, и явно создавалась для управления на сенсорном экране. Критики версии игры для PlayStation 4, Xbox One и Nintendo Switch также жаловались на то, что впечатление от Dandara сильно портит неудобное управление.